# Eurysquilla pacifica
Eurysquilla pacifica is een bidsprinkhaankreeftensoort uit de familie van de Eurysquillidae. De wetenschappelijke naam van de soort is voor het eerst geldig gepubliceerd in 1975 door Manning.